# Fuchsia petiolaris
Fuchsia petiolaris är en dunörtsväxtart som beskrevs av Carl Sigismund Kunth. Fuchsia petiolaris ingår i släktet fuchsior, och familjen dunörtsväxter. Inga underarter finns listade i Catalogue of Life.